# Lokomotiv Tsjeljabinsk
Lokomotiv Tsjeljabinsk (Russisch: Локомотив Челябинск) was een Sovjet voetbalclub uit de stad Tsjeljabinsk.

## Geschiedenis
De club werd opgericht in 1957 en nam in de tweede klasse de plaats van Avangard Tsjeljabinsk in, dat ontbonden werd. Na enkele plaatsen in de middenmoot eindigden ze in 1960 derde in hun groep en in 1961 werden ze zelfs groepswinnaar, maar konden via de eindronde geen promotie afdwingen. Het volgende seizoen werden ze vicekampioen achter OeralMasj Sverdlovsk. Door deze goede prestaties werd de club opgenomen in de tweede klasse van 1963, die nog maar uit één reeks bestond. De club eindigde nu in de middenmoot en toen de tweede klasse enkele jaren later opnieuw uitgebreid werd bleven ze een middenmoter.
Na een nieuwe herstructurering van de competitie speelde de club vanaf 1970 in de derde klasse. Ook hier bleef de club een middenmoter en in 1974 volgde zelfs een degradatie. Pas in 1980 maakte de club haar wederoptreden in de derde klasse en werd meteen gedeeld derde. Het volgende jaar werden ze zelfs vicekampioen. In 1982 volgde zelfs de titel en in de eindronde voor promotie moesten ze het afleggen tegen Koezbass Kemerovo en Sjachtjor Karaganda. Het volgende jaar werden ze gedeeld vicekampioen achter Krylja Sovetov Koejbysjev en zakte daarna langzaam weg tot een nieuwe degradatie volgde in 1987. Hierop werd het team ontbonden.